# 東濃地科学センター
東濃地科学センター（とうのうちかがくセンター）は、岐阜県に所在する日本原子力研究開発機構内の機関。瑞浪市所在の瑞浪超深地層研究所及び土岐市所在の土岐地球年代学研究所等からなり、高レベル放射性廃棄物の地層処分に関する基礎研究やその他の地球科学等に関する研究を行っている。また、かつてはウラン鉱山である東濃鉱山においても試験・研究を行っていた。

## 東濃鉱山
1962年12月に、地質調査所が岐阜県内における放射線探査中に異常個所を発見し、翌年からの地質調査によりウラン鉱床の東濃鉱床の発見に至った。東濃鉱床は土岐市を中心に広い範囲に分布しており、中新統の堆積層である瑞浪層群の下部に位置する。成因としては、基盤である古生代の花こう岩から溶脱したウランが上位層において、吸着・集積したものとされる。昭和47年（1972年）より東濃鉱山／月吉鉱床の立坑掘削が開始されているものの、一般的なウラン鉱床の商業採掘に期待される品位0.1％に満たない、0.06％前後の低品位に留まったため、商業採掘には至らなかった。東濃鉱床のウラン埋蔵量自体は、日本国内の6割（八酸化三ウラン U3O8で推定4,590t）を占め、東濃鉱山だけでも4割に達する。

## 東濃地科学センター
動力炉・核燃料開発事業団（後に核燃料サイクル開発機構を経て、2015年より日本原子力研究開発機構）は、1986年より東濃鉱山において、地下岩盤中の岩石の性質や地下水の挙動の研究を行っていたが、地元自治体に放射性廃棄物の持ち込みや放射性廃棄物の最終処分場とならないことを条件に、2002年に東濃鉱山近郊に瑞浪超深地層研究所を設置し、加えて2014年に土岐事務所を土岐地球年代学研究所に改称、地球科学に有用な試料年代分析装置を充実させている。瑞浪超深地層研究所においては、高レベル放射性廃棄物の地層処分に関する基礎研究のため、深深度掘削を行っており、2014年には深度500mまでの掘削が完了、そこでの地下水の挙動や岩盤性質の変動の観測を行っていた。超深地層研究所計画に基づく研究は2019年度末に終了し、坑道および立坑の埋め戻しを決定。埋め戻し工事は2020年2月に着工し、契約期限である2022年1月までに瑞浪市へ更地にして返還の予定。
東濃鉱山については、2004年までに調査研究が終了し、2010年からは閉山作業として、坑道・坑口の充填・閉塞作業等が行われている。